# Prošlup

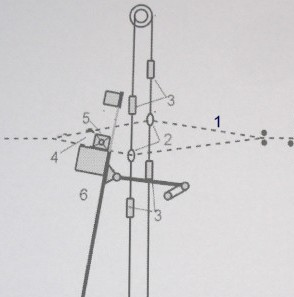
Prošlupní zařízení tkacího stroje

Prošlup je klínovitá mezera mezi dvěma řadami osnovních nití, do které se zanáší útek na tkacím stroji.
Vznik prošlupu je znázorněn na nákresu vpravo:
Osnovní nitě (1) jsou vedeny očky nitěnek (2) upevněných na tkacích listech (3). Při každé otáčce tkacího stroje se jedna řada nití zvedá, druhá současně klesá, a tak se tvoří prošlup (4), kterým pak proniká zanašeč útku (5). U novějších tkacích strojů se častěji používají dvojzdvižné mechanismy, u kterých probíhá cyklus otevření a uzavření prošlupu během dvou otáček stroje. Tento systém umožňuje vyšší výkon stroje.
Tkací listy jsou zavěšeny na rámu, jejich pohyb je řízen
- vačkami (maximálně 8 listů na stroj, jednoduché vazby tkaniny, vysoké obrátky stroje)
- listovým strojem, dnes převážně elektronicky řízeným (až 28 listů, střída vazby až 20.000 prohozů).[4]
- K výrobě tkanin s velkými vytkávanými vzory se používají žakárové stroje. Jednotlivé nitěnky jsou na nich upevněny na zdvižných šňůrách ovládaných platinami. U moderních strojů dostávají platiny impulsy od počítače (maximálně 14 400 platin na jedno zařízení, tj. pro 7200 osnovních nití).[5]

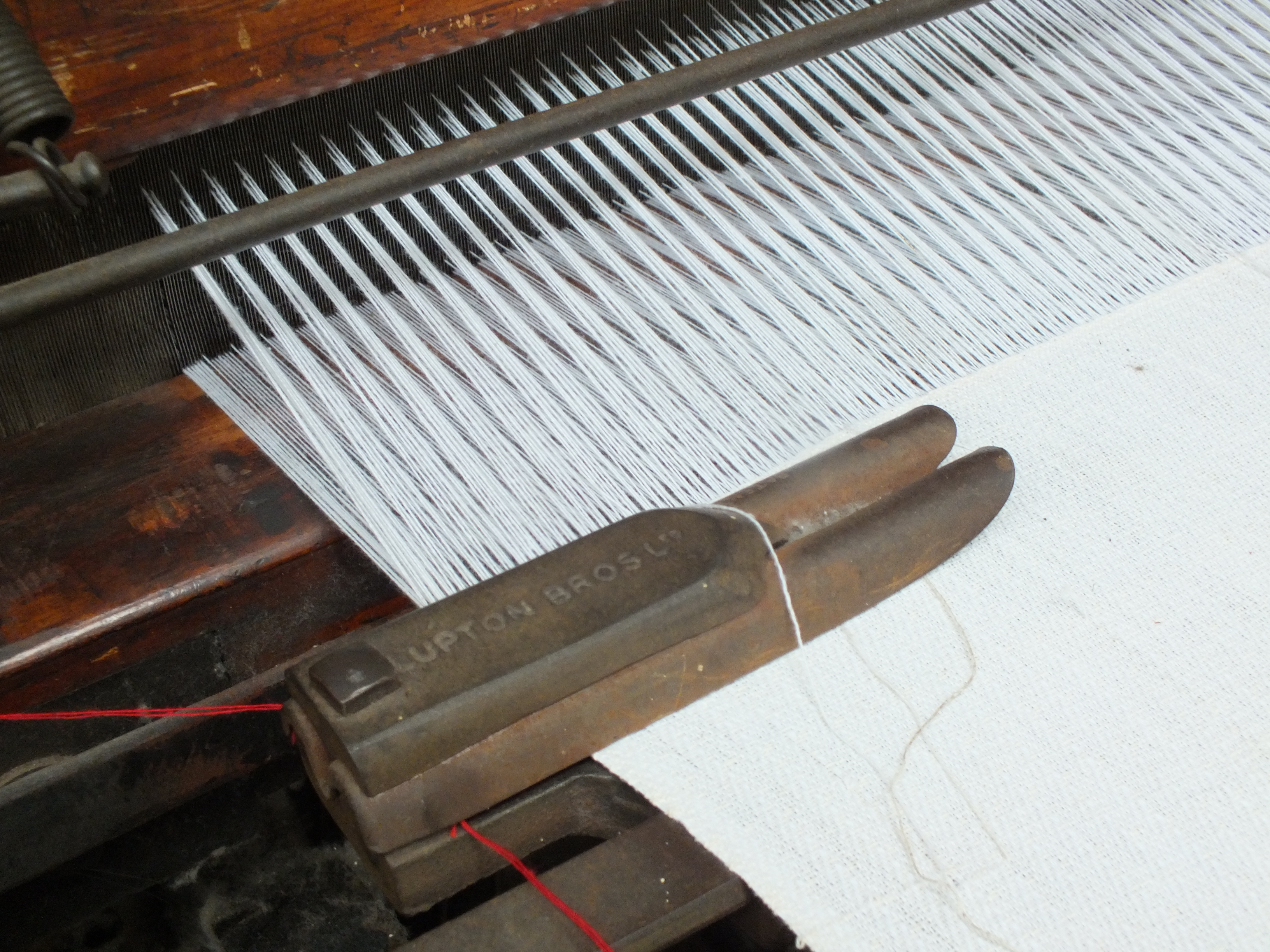
Prošlup na člunkovém stroji
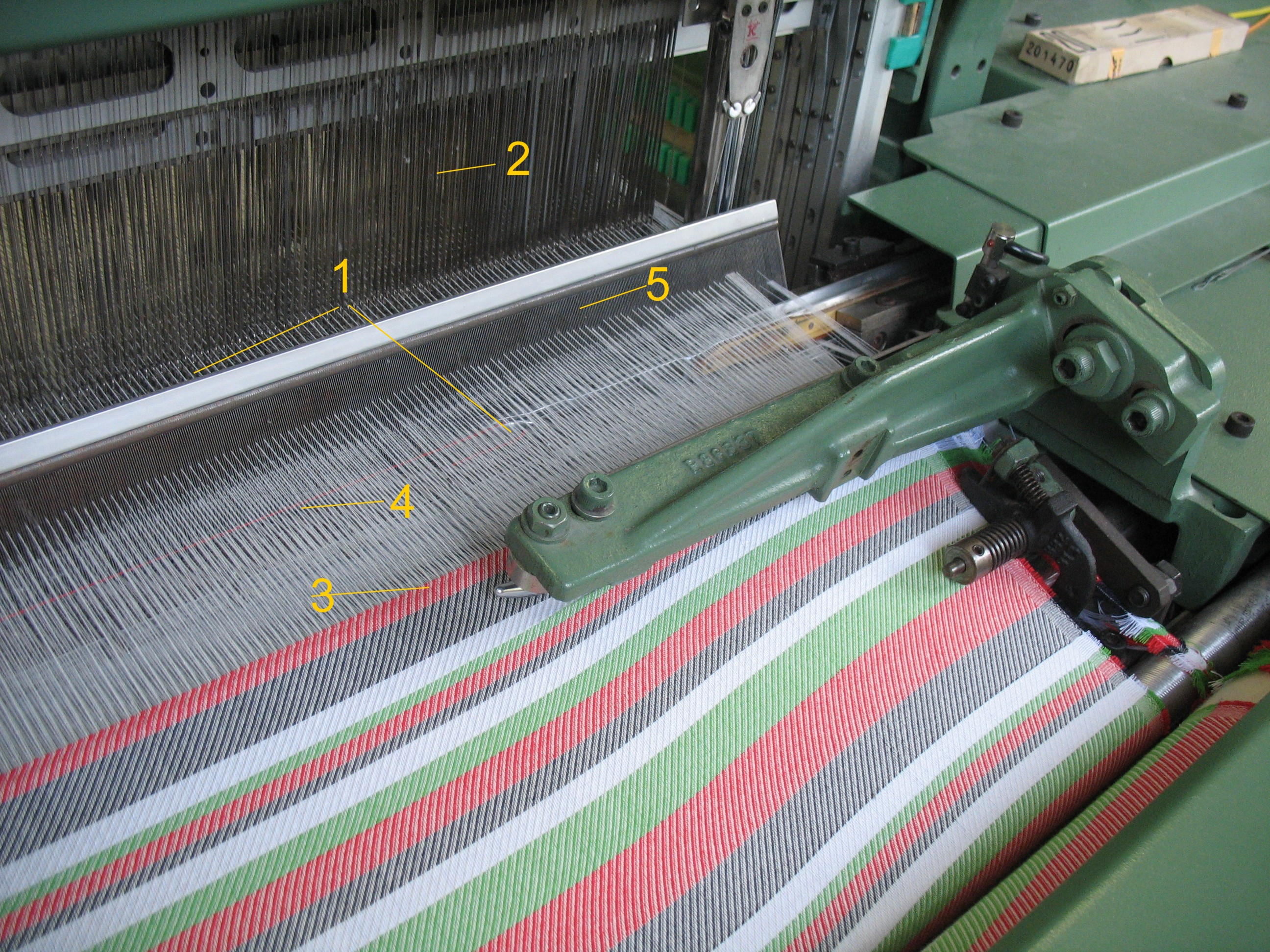
Prošlup (přední část) na jehlovém stroji
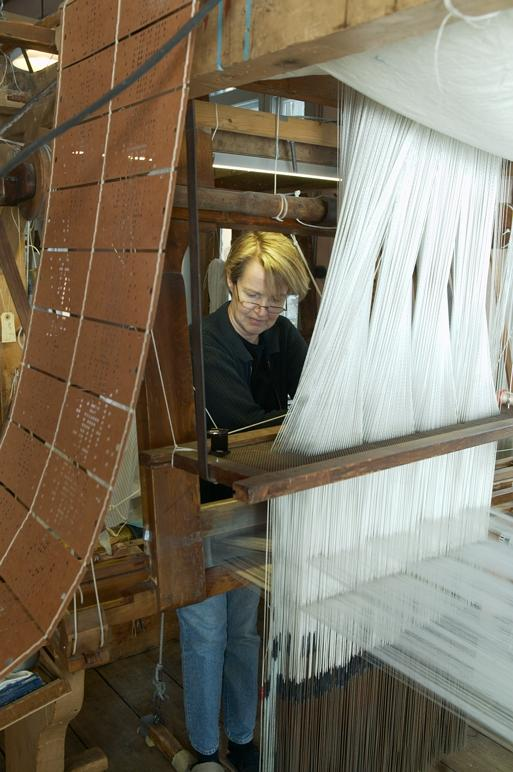
Prošlup se žakárovými nitěnkami